# Мала хидроелектрана „Моравица”
Мала хидроелектрана „Моравица” или МХЕ „Моравица”, се налази у Ивањици, пуштена је у рад 1911. године, као седма централа центарала са воденим погоном у Србији. Представља непокретно културно добро као споменик културе од великог значаја.
Пре ње направљене хидроцентарле у Ужицу (1900), Ваљеву (1900), Вучју код Лесковца (1902), Краљеву, на Рибници (1903), у Сићевачкој клисури код Ниша (1908) и Гамзиградској Бањи код Зајечара (1910). Имала је 260 КС и осветљавала је само варошицу. Године 1936. изграђена је камено-бетонска брана висине 9m, а ширине 16m. Овај водопад је туристичка атракција и готово заштитни знак Ивањице. Још увек производи струју, али представља и својеврсни музеј.
Комплетно је почетком 21. века реконструисана и брана и сви објекти хидроцентрале.